# Tonsura

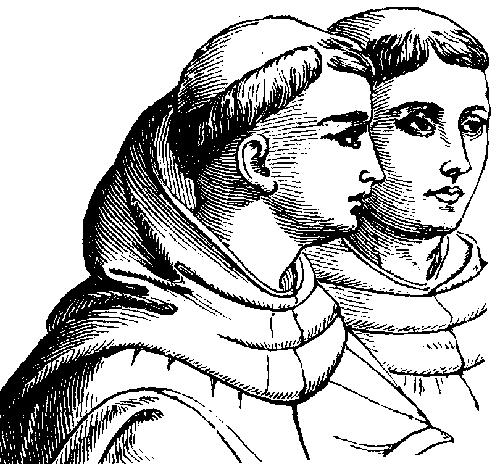
Tonsura romana

A tonsura é uma cerimônia religiosa em que o bispo dá um corte no cabelo do ordinando ao conferir-lhe o primeiro grau de Ordem no clero, chamado também de prima tonsura. Por extensão, o termo também designa o penteado que resulta dessa cerimônia.
No século V, a tonsura foi introduzida como sinal distintivo. No oriente usava-se a tonsura Pauli (todo o cabelo era cortado), no ocidente, a tonsura Petri (só o topo da cabeça era raspado). Esta chamava-se também Corona Christi (Coroa de Cristo). Desde o século XVI, a tonsura dos clérigos regulares foi reduzida a um pequeno círculo.